# Феликс Баумгартнер
Феликс Баумгартнер е австрийски парашутист и бейсджъмпър, известен с извършването на няколко особено рисковани скока.
На 14 октомври 2012 г. Баумгартнер се издига с балон на 39 km надморска височина (т.е. в стратосферата), скача и след свободно падане, продължило 4 минути и 19 секунди, се приземява с парашут. С постижението си поставя няколко световни рекорда, включително за височина на подобен тип скокове. Също така Баумгартнер става първият човек, който преминава звуковата бариера (скоростта на звука) само със скафандър, т.е. без да се намира в моторизирано превозно средство.

## Биография
Роден е на 20 април 1969 г. в Залцбург, Австрия. Постъпва в Австрийската армия, където тренира парашутизъм, включително с тренировки за приземяване на малки площи.
През 1999 г. скача от една от кулите Петронас в Куала Лумпур, Малайзия (които тогава са най-високите на земята), с което заявява за пръв път световен рекорд за височина при бейсджъмпинг. Баумгартнер е извършил и първия познат успешен опит за прелитане на Ламанша с парашут, като за целта е използвал специално изработено приспособение от въглеродни влакна. Той е поставил и световния рекорд за най-нисък бейсджъмп, скачайки от ръката на статуята на Христос в Рио де Жанейро (29 m). На 27 юни 2004 г. скача от виадукта Мийо във Франция, а на 18 август 2006 г. – от небостъргача Търнинг Торсо в Малмьо, Швеция. На 12 декември 2007 г. става първият човек, който скача от наблюдателната площадка на 91-вия етаж на най-високата по онова време сграда – Тайпе 101 в Тайпе, Тайван.

## Ред Бул Стратос
През януари 2010 г. става известно, че Баумгартнер работи с екип от учени и със спонсор „Ред Бул“ върху проект за рекорден скок по отношение на височината. Проектът предвиждал Баумгартнер да скочи от 36 580 m от хелиев балон и да стане първия парашутист, преминал звуковата бариера.
Скокът първоначално е трябвало да се проведе на 9 октомври 2012 г., но поради неблагоприятни метеорологични условия е отложен. Мисията е изпълнена на 14 октомври 2012 г., когато Баумгартнер се приземява в щата Ню Мексико, САЩ след скок от рекордните 39 km, достигайки рекордните 1342,8 km/h и падайки свободно 4 минути и 19 секунди.

## Смърт
Баумгартнер загива при инцидент с парапланер на 17 юли 2025 г. на 56-годишна възраст. Излита от Фермо около 15:30 часа. Инцидентът става в Порто Сант'Елпидио, Италия, когато той лети с парапланера по адриатическото крайбрежие, и по неясни причини губи контрол над крилото си. В резултат Баумгартнер пада в басейн на къмпинг, като при удара е наранена жена, която е получила медицинска помощ. По първоначални данни Баумгартнер получава сърдечен арест, докато е във въздуха.